# Les Mages
Les Mages – miejscowość i gmina we Francji, w regionie Oksytania, w departamencie Gard.
Według danych na rok 1990 gminę zamieszkiwało 1497 osób, a gęstość zaludnienia wynosiła 118 osób/km² (wśród 1545 gmin Langwedocji-Roussillon Les Mages plasuje się na 251. miejscu pod względem liczby ludności, natomiast pod względem powierzchni na miejscu 622.).